# Ли, Синнёве
Синнёве Хелене Софи Ли (в замужестве Расмуссен), (норв. Synnøve Helene Sofie Lie-Rasmussen ; род. 22 августа 1908, Кристиания, Норвегия — ум. 9 июля 1980, Осло) — норвежская конькобежка, 3-кратная серебряный и 3-кратная бронзовый призёр чемпионатов мира, 3-кратная рекордсменка мира, 2-кратная чемпионка Норвегии и 7-кратная призёр чемпионата Норвегии..

## Биография
Синнёве Ли родилась в семье Ханса Ли и Ольги Мари Ли (в девичестве Кристинсен). Она была младшим ребёнком после двух старших братьев Бреде и Тора. Уже с раннего детства, как и большинство норвежских детей, Синнёве каталась на коньках и лыжах. Она начинала в клубе "Oslo Skøiteklub" и дебютировала в возрасте 23-х лет на 1-м неофициальном женском чемпионате Норвегии в феврале 1932 года, где участвовала на дистанциях 500 и 1000 метров и сразу поднялась на первое место. Вместе с Ундис Бликкен и Лайлой Шу Нильсен она стала пионером в женском конькобежном спорте.
Начиная с 1933 года и до 1940 года она восемь раз попадала на подиум официального чемпионата страны, и только в 1933 году стала чемпионкой. В марте 1932 года Синнёве первой из женщин в мире выбежала на дистанции 1000 метров из двух минут, показав результат 1:51,20 сек. В феврале 1933 года дебютировала на 1-м неофициальном чемпионате мира в классическом многоборье в Осло и финишировала на 2-м месте после австрийской спортсменки Лизелотте Ландбек. 13 января 1934 года вновь побила мировой рекорд в забеге на 1000 метров со временем 1:48,10 сек, а в феврале стала бронзовым призёром на чемпионате мира в Осло, и установила мировой рекорд в забеге на 500 метров со временем 50,30 сек. 
В 1935 году Ли вновь завоевала серебро на третьем неофициальном чемпионате мира в Осло. На первом официальном чемпионате мира в Стокгольме она в очередной раз завоевала бронзовую медаль, при этом установила Национальный рекорд на дистанции 5000 метров - 10:31,60 сек. Через год на чемпионате мира в Давосе в третий раз стала серебряным призёром мирового первенства, уступив только своей соотечественнице Лайле Шу Нильсен. На своём последнем, домашнем чемпионате мира в Осло поднялась на 3-е место, уступив 1-е место вновь Лайле Шу Нильсен и 2-е место финской спортсменке Верне Леше. Она ещё два сезона участвовала в чемпионате Норвегии и в 1940 году повесила коньки на гвоздь.
Она умерла умерла 9 июля 1980 года в Осло и похоронена на кладбище Gamle Aker kirkegård вместе со своими родителями.

## Рекорды мира
| Дистанция | Время  | Дата            | Место   |
| --------- | ------ | --------------- | ------- |
| 1.500 м   | 3.08,1 | 7 марта 1932    | Осло    |
| 1.000 м   | 1.51,2 | 20 марта 1932   | Брандбу |
| 500 м     | 56,0   | 20 марта 1932   | Брандбу |
| 1.000 м   | 1.48,1 | 14 января 1934  | Давос   |
| 500 м     | 50,3   | 12 февраля 1934 | Осло    |

## Рекорды Норвегии
| Дистанция | Время  | Дата            | Место   |
| --------- | ------ | --------------- | ------- |
| 1.500 м   | 3.08,1 | 7 марта 1932    | Осло    |
| 1.000 м   | 1.51,2 | 20 марта 1932   | Brandbu |
| 500 м     | 56,0   | 20 марта 1932   | Brandbu |
| 500 м     | 53,9   | 6 февраля 1933  | Осло    |
| 1.500 м   | 2.58,7 | 6 февраля 1933  | Осло    |
| 500 м     | 50,3   | 12 февраля 1934 | Осло    |
| 5000 м    | 9.44,7 | 10 февраля 1938 | Осло    |